# Pettyescsiga
A pettyescsiga vagy pettyes szurokcsiga (Esperiana esperi) A Dunában és mellékfolyóiban élő vízicsigafaj.

## Megjelenése

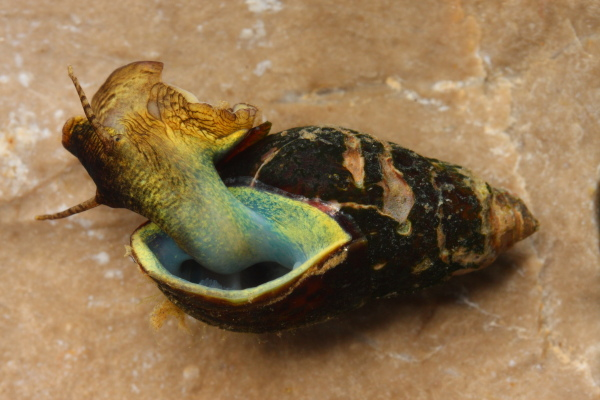
Vízből kivett pettyescsiga

A pettyescsiga háza 15–22 mm magas, 6–10 mm széles, megnyújtott kúp alakú. 8-9, alig emelkedő kanyarulat alkotja. A vastag falú ház alapszíne szaruszín, vagy halvány olívazöld, amelyet kis vörösbarna foltok díszítenek. A foltok a ház sötétbarna vagy fekete bevonata miatt sokszor nem látszanak. A felső kanyarulatok sokszor lekopottak. Az állat feje ormányszerűen megnyúlt, tapogatói hosszúak, fonálszerűek.
Hasonlít rokonához, a folyamcsigához (Esperiana daudebartii), de annak háza karcsúbb és nem pettyes.

## Elterjedése
A Dunában és mellékfolyóiban él Ausztriától a Fekete-tengerig. Megtalálható Szlovéniában, Szlovákiában, Magyarországon, Szerbiában, Horvátországban, Boszniában, Montenegróban, Bulgáriában, Romániában és Ukrajnában. Korábbi oroszországi jelzései feltehetően tévedésen alapultak. Magyarországon a Dunában a víz szennyezettsége miatt jórészt kipusztult, akárcsak a tatai hévforrásokból. Megtalálható a Lajtában is.

## Életmódja
Folyóvizekben és tavakban található meg, ahol köveken, víz alatti fatörzseken vagy az iszap felszínén mászkál. Általában 80 cm mélyen él, de hideg időben akár két méteres mélységbe is húzódhat. Az 5-8 közötti pH-jú víz és a 12 mg/l fölötti oxigénkoncentráció ideális a számára.
Magyarországon védett, természetvédelmi értéke 5000 Ft.